# Djebel Tébousouk
Djebel Tébousouk són les muntanyes de la part oriental de l'Alt Tell de Tunísia. El grup principal va entre l'oest de la ciutat de Teboursouk amb el Djebel Goraa, al nord, amb el Djebel Tébousouk, i a l'est amb el Djebekl Echahid, el Djebel Morra i el Djebel Rihan, totes al sud del riu Medjerda. La ciutat principal és Teboursouk.